# Prelude to the Millennium
 Prelude to the Millennium è una raccolta del gruppo progressive metal statunitense Symphony X.

## Tracce
1. Masquerade '98  – 6.01
2. A Winter's Dream - Prelude (Part I) – 3:03
3. The Damnation Game – 4:32
4. Dressed to Kill – 4:44
5. Of Sins and Shadows – 4:56
6. Sea of Lies – 4:18
7. Out of the Ashes – 3:39
8. The Divine Wings of Tragedy – 20:41
9. Candlelight Fantasia – 6:42
10. Smoke and Mirrors – 4:58
11. Through the Looking Glass (Part I, II, III) – 13:04

## Formazione
- Russell Allen - voce
- Michael Romeo - chitarra
- Thomas Miller - basso
- Michael Pinnella - tastiera
- Tom Walling - batteria
- Jason Rullo - batteria